# Lherzolite
La lherzolite est une roche de la famille des péridotites. Elle compose une grande partie du manteau terrestre supérieur.
C'est une roche grenue se composant de 40 à 90 % d'olivine, ainsi que d'orthopyroxène et en moindre quantité de clinopyroxène calcique, riche en chrome. Elle contient également de l'aluminium, la phase alumineuse étant constituée par le spinelle, le grenat ou les plagioclases. Ces derniers se forment à faible profondeur (30 km maximum), ensuite ils sont remplacés par le spinelle, et en dessous de 90 km de profondeur le grenat de type pyrope devient la phase stable. Le manteau terrestre supérieur qui descend jusqu'à environ 300 km de profondeur est ainsi constitué en grande majorité de lherzolite à pyrope.

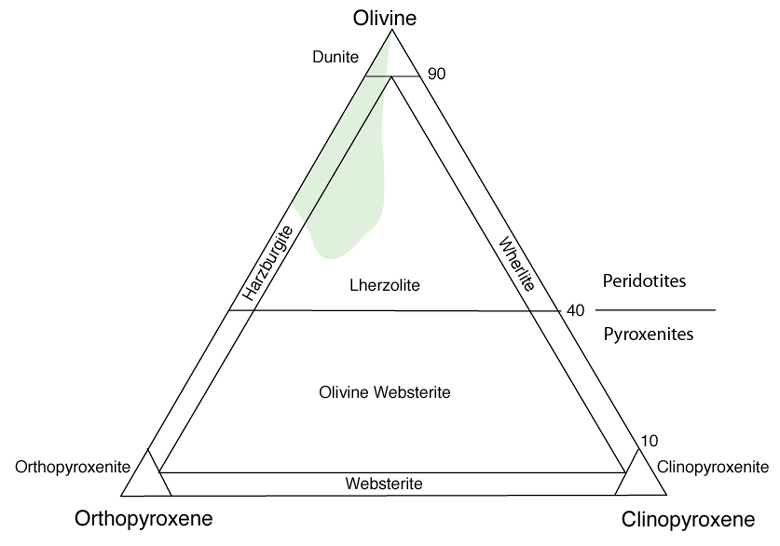
Diagramme de classification des péridotites et pyroxénites. La zone en vert pâle correspond à la composition des péridotites les plus communes du manteau terrestre supérieur.

La lherzolite donne par fusion partielle un magma basaltique primaire et une péridotite pauvre résiduelle nommée harzburgite.
Le nom est dérivé du massif de Lherz, en France dans les Pyrénées ariégeoises, qui est la localité type. L'affleurement principal de lherzolite est visible juste au-dessus de l'étang de Lers, Lherz étant une graphie ancienne de cet endroit. L'unité de lherzolite est adossée à un massif calcaire karstifié, comportant notamment le gouffre Georges qui permet d'accéder à des affleurements souterrains de lherzolite. Ces sites sont ainsi régulièrement fréquentés par des chercheurs en géologie.
Des affleurements de lherzolite se rencontrent partout dans le monde, principalement dans les complexes ophiolitiques, dans les massifs de péridotites des orogénèses alpines, dans les zones de fractures jouxtant les dorsales médio-océaniques, ou encore en tant que xénolithe dans les cheminées de kimberlite.
Par ailleurs le manteau inférieur de la Lune serait constitué de lherzolite.

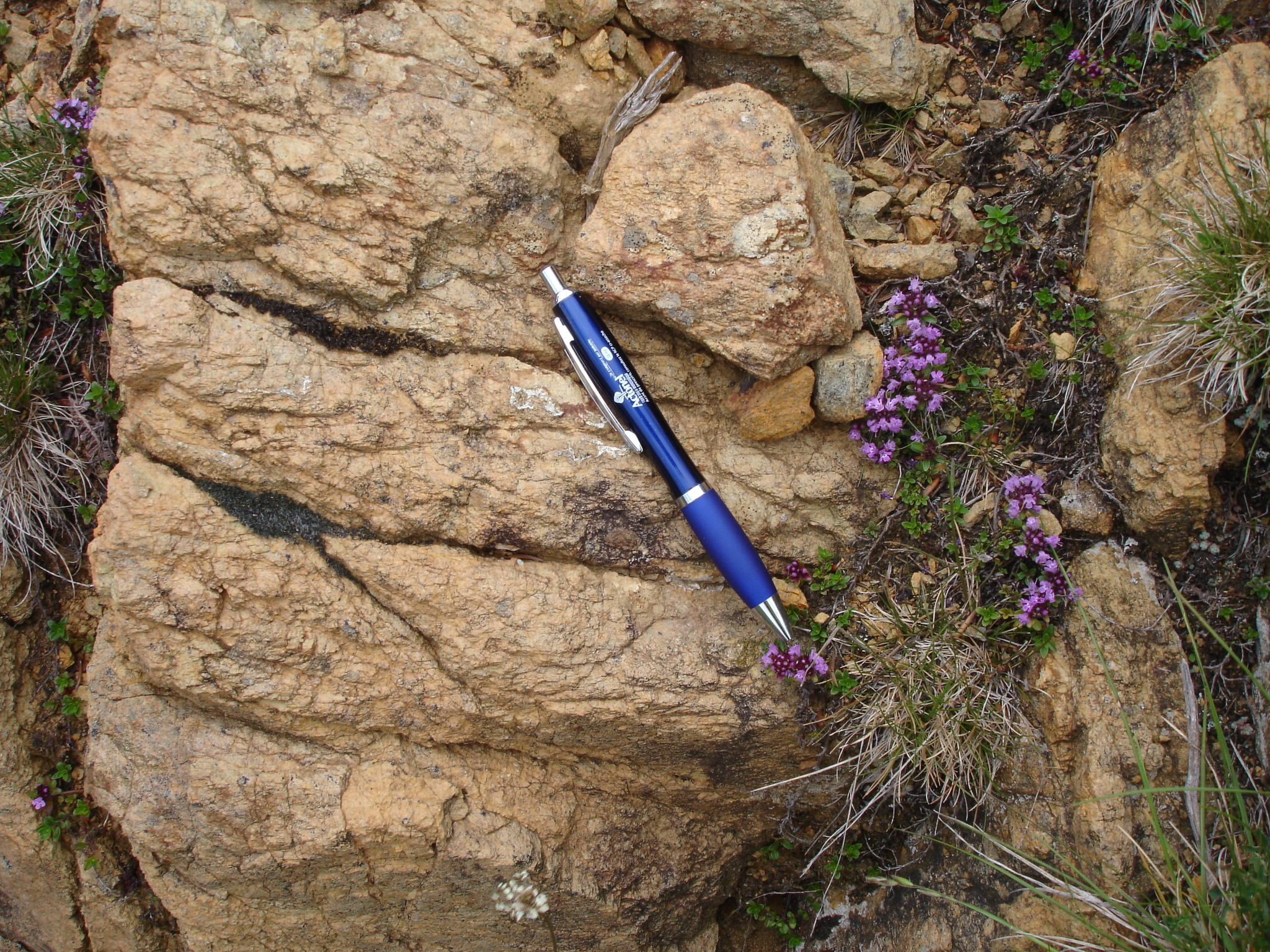
Lherzolite affleurant à l'étang de Lers, en Ariège, montrant une surface altérée (oxydée).
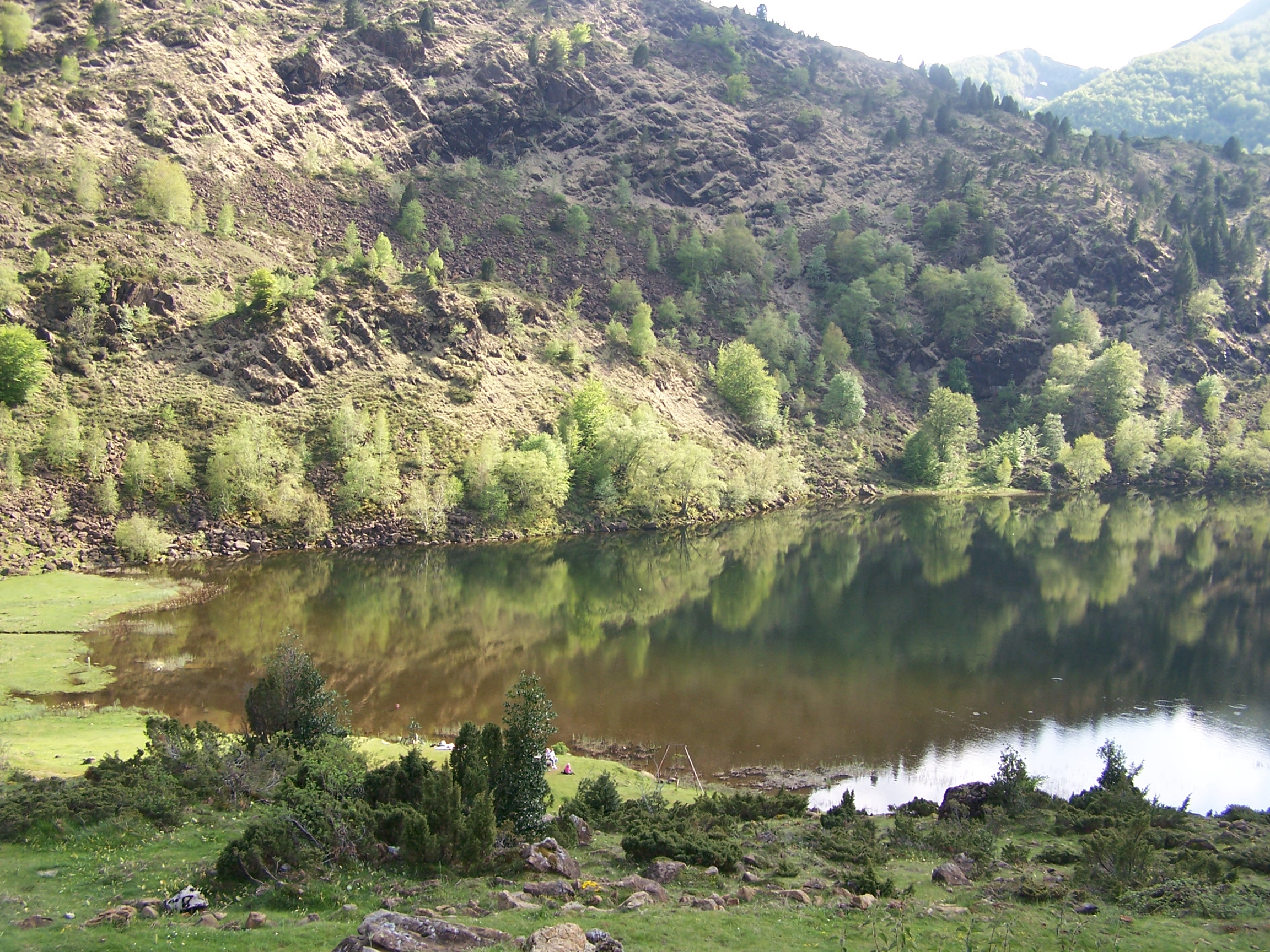
Panorama de l'affleurement type de lherzolite à l'étang de Lers, en Ariège.
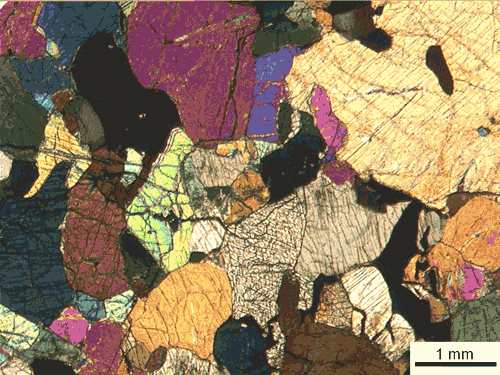
Lame mince de lherzolite vue au microscope en lumière polarisée.